# エリコンKCA 30 mm 機関砲
エリコンKCA 30 mm 機関砲（英語: Oerlikon KCA 30 mm autocannon）は、エリコン社が開発した30mm口径のリヴォルヴァーカノン。当初は304-Rkと称されていた。

## 設計
第二次世界大戦の終結後、エリコン社はドイツ国のマウザー社の設計陣の1人だったF・リンダー技師を迎えて、リヴォルヴァーカノンの開発に着手した。プロトタイプとして、20mm口径の204-Rk、20mm、25mmおよび30mm口径の251-Rk、そして30mm口径の301-Rkおよび302-Rkが製作されたのち、製品版として開発されたのが304-Rkであった。
上記の経緯もあり、本砲はマウザーMG 213の系譜に連なる設計を採用している。シリンダは4つの薬室を有し、ガス圧により作動して、1,350発/分の発射速度を発揮できる。マウザーMG 213の系譜に連なるリヴォルヴァーカノンとしては、本砲のほかにもフランスのDEFA 550やイギリスのADENがあるが、これらはいずれも30×113mm弾を使用するのに対して、本砲ではより弾頭重量が重く初速が速い新開発の30×173mm弾を採用した。この弾薬はイスパノ・スイザ社の30×170mm弾をもとに薬莢をわずかに延長したもので、後にアメリカ合衆国で開発されたガトリング砲であるGAU-8/Aやチェーンガンであるブッシュマスター IIでも採用された。

## 実装
本砲は主に航空機関砲として用いられており、サーブ 37 ビゲンに搭載されたほか、1972年にはトーネード IDSへの搭載を検討するための試験が行われたが、こちらは落選した。また1971年には、アメリカ空軍もヒューズ社によるライセンス生産版を発注し、GAU-9/Aとして制式番号を付与したものの、GAU-8/Aの開発成功に伴って、こちらも採用には至らなかった。